# Urinewegstelsel
Het urinewegstelsel (Latijn: tractus uropoeticus), ook wel urinestelsel, urinair stelsel of nierstelsel genoemd, bestaat uit de nieren (renes), nierbekken (pyelum) de urineleiders (ureters), de urineblaas (vesica urinae) en de plasbuis (urethra). Het produceert urine (diurese) en kan deze lozen buiten het lichaam. Hierdoor wordt de samenstelling van het bloed constant gehouden.